# Xi’an Baxian Gong
Der Xi’an Baxian Gong (Tempel der Acht Unsterblichen) in Xi’an (西安八仙宮 / 西安八仙宫,  Xī’ān Bāxiān Gōng, auch chinesisch 八仙庵, Pinyin Baxian An) in der chinesischen Provinz Shaanxi ist ein daoistischer Tempel der Quanzhen-Schule. Er ist nach den Acht Unsterblichen benannt.
Der Tempel ist Sitz der Daoistischen Gesellschaft der Provinz Shaanxi (陕西省道教协会).